# Parafia św. Mateusza Apostoła i Ewangelisty w Nowej Sobótce
Parafia św. Mateusza Apostoła i Ewangelisty i św. Rocha Wyznawcy w Nowej Sobótce – mariawicka parafia diecezji śląsko-łódzkiej, Kościoła Starokatolickiego Mariawitów w RP.
Proboszcz mieszka na terenie parafii. Obecnie funkcję tę sprawuje kapłan Bartłomiej Maria Wojciech Brzeziński, który obsługuje także parafię Przenajświętszego Sakramentu w Kadzidłowej oraz diasporę w Kutnie, gdzie mariawickie nabożeństwa odprawiane są gościnnie w kościele ewangelicko-augsburskim.

## Obszar
Siedziba parafii oraz kościół parafialny św. Mateusza Apostoła i Ewangelisty i św. Rocha Wyznawcy znajduje się w Nowej Sobótce, w gminie Grabów w powiecie łęczyckim, w województwie łódzkim. 
Parafia liczy około 100 osób, jest bardzo rozległa terytorialnie i swoim zasięgiem obejmuje m.in.: Kutno, Łęczycę, Ozorków, Świnice Warckie, Krośniewice, Kłodawę i Koło. Większość wiernych zamieszkuje gminę Grabów (miejscowości: Aleksandrówek, Grabów, Kotków, Stara Sobótka, Sobótka-Kolonia, Wygorzele, Odechów), gminę Daszyna (miejscowości: Daszyna, Drzykozy, Jarochówek, Łubno, Opiesin, Rzędków, Mazew, Mazew-Kolonia, Stary Sławoszew, Zagróbki, Zieleniew i Żelazna), gminę Krośniewice (miejscowości: Głogowa, Godzięby, Kopyta i Wychny), gminę Chodów (miejscowość Bowyczyny) i gminę Dąbie (miejscowość Zalesie).
W miejscowości Nowa Sobótka, gdzie znajduje się kościół, siedziba parafii, dom parafialny i cmentarz, nie mieszka aktualnie, z wyjątkiem proboszcza, żadna osoba wyznania mariawickiego.

## Architektura
Nowa Sobótka jest wsią o kolonijnej zabudowie, położoną w centralnej Polsce. Od asfaltowego traktu Sobótka Stara - Sobótka Nowa prowadzi polna droga, przy której położone jest historyczne założenie z roku 1907 należące do Kościoła Starokatolickiego Mariawitów. Posadowiono je na zakupionej przez nowo powstałą wspólnotę eklezjalną na potrzeby tworzącej się wówczas parafii. W jego skład wchodzą obiekty architektury, budownictwa, tereny zielone, sady, ogrody, budynki gospodarcze, ogrodzenia, cmentarz grzebalny. Polna droga dzieli założenie na dwie części, zwana przez mieszkańców Traktem Napoleońskim. Pierwotne założenie jest czytelne w terenie do dziś.
Kościół parafialny został wpisany do Rejestru Zabytków Nieruchomych województwa łódzkiego decyzją nr 310 z dn. 21 maja 1984 r. wraz z neogotycką plebanią (domem parafialnym), jako Zespół Kościoła Mariawitów w Nowej Sobótce. 
Historyczne założenie parafii Kościoła Starokatolickiego Mariawitów w Nowej Sobótce stanowi zespół obiektów o dużej wartości historycznej, artystycznej i kulturowej.
W przeszłości i obecnie okolice Nowej Sobótki leżą na pograniczu różnych wpływów. Osiedliły się tu społeczności należące do wielu narodowości, języków, kultur, religii i wyznań tworząc różnorodność kultury materialnej i niematerialnej. Jest ona czytelna do czasów współczesnych i stanowi dużą wartość dla wielokulturowego dziedzictwa tej ziemi. 
Kościół
W 1907 r. z ofiar wiernych nowo powstałej parafii mariawitów w Nowej Sobótce wzniesiono kościół parafialny pw. św. Mateusza Apostoła i Ewangelisty i św. Rocha Wyznawcy. Obiekt wzniesiono w stylu neogotyckim – nawiązującym do tzw. gotyku nadwiślanego. Wykonanie: cegła (w układzie polskim) nietynkowana, cokół z kamienia łupanego, dachy kryte blachą, otwory okienne i drzwiowe ostrołukowe ze zwornikiem i opaskami (w części mieszkalnej okna prostokątne). Zgodnie z mariawicką tradycją, w tylnej części budynku kościoła znajdują się mieszkania dla duchowieństwa. 
Kościół powstał na planie wydłużonego prostokąta. Jest trzynawowy, bazylikowy, od północy transept z ryzalitem, od południa kwadratowa wieża z wejściem do kościoła. Wysunięty ryzalit balkonowo-gankowy z wejściem do sieni, z której prowadzą schody do pomieszczeń mieszkalnych na piętrze i zakrystii.
Wyposażenie kościoła z epoki (zgodne z regułą kościoła). W prezbiterium otoczonym zamykaną komunijną balustradą, ołtarz w formie konfesji. Ściana i wysklepek zdobione mozaiką. Ambona polichromowana posadowiona przy kolumnie. Podłogi drewniane. Na uwagę zasługuje ikona Matki Bożej Nieustającej Pomocy, przywieziona przez delegację mariawicką z Rzymu w 1906 roku, zawieszona w absydzie. W prezbiterium zawieszono obrazy św. Franciszka z Asyżu i św. Marii Franciszki Kozłowskiej. W bocznej nawie świątyni zawieszono zabytkowy obraz św. Rocha, patrona parafii.  
Na froncie wieży kościoła charakterystyczna dla mariawitów płaskorzeźba, medalion-emblemat z wyobrażeniem aniołów adorujących Przenajświętszy Sakrament i napis, będący hasłem mariawitów: "Wszystka ziemia niech cię adoruje i błaga". Na tylnej elewacji kościoła, w centralnym punkcie, znajduje się podobny medalion z wizerunkiem Najświętszej Maryi Panny Nieustającej Pomocy i napis: "M. B. Nieustającej Pomocy przyczyń się za nami". Oba emblematy zostały odrestaurowane i pozłocone w 2018 roku.  
Plac przykościelny (procesjonalny)
Na terenie przykościelnym bogaty i cenny starodrzew. Po prawej stronie od wejścia kościoła znajduje kapliczka Matki Bożej Niepokalanie Poczętej ufundowana przez parafian w 125 rocznicę objawień Dzieła Wielkiego Miłosierdzia, 2 sierpnia 2018 roku. Po lewej stronie metalowy kuty krzyż posadowiony na obelisku, z napisem "W Krzyżu cierpienie, w Krzyżu zbawienie, w Krzyżu miłości nauka". Jest to krzyż, który niegdyś wieńczył wieżę kościoła, która wskutek nawałnicy 12 czerwca 1999 roku zawaliła się, wpadając do wnętrza świątyni. Krzyż został odrestaurowany i umiejscowiony w 15 rocznicę zdarzenia w 2014 roku, z inicjatywy ówczesnego proboszcza kapłana Marii Daniela Mamesa. 
Ogrodzenie kościoła współczesne, ażurowo–betonowe z metalową bramą.
Teren dawnego ogrodu i sadu klasztornego
Alejka prowadząca od kościoła do cmentarza grzebalnego obsadzona krzewami ozdobnymi. Na posesji liczne drzewa owocowe i starodrzew, fragment starego ogrodzenia, studnia z żurawiem, ślady altanki. Niegdyś starannie utrzymywana i pielęgnowana przez siostry mariawitki. Nazywana była "rajską aleją na cmentarz", gdyż wzdłuż niej prowadzony jest kondukt pogrzebowy. 
Cmentarz grzebalny
Na cmentarzu pochówki od 1906 r. do dziś. Spoczywają na nim parafianie, a wśród nich osoby zasłużone dla parafii, w tym kapłani, siostry zakonne, bracia zakonni, kapelmistrzowie miejscowej orkiestry dętej, żołnierze. W kwaterze centralnej, nad mogiłami duchowieństwa zabytkowy, kuty, żelazny krzyż. 
Dom parafialny
Dom parafialny (zwany w dokumentach plebanią) w Nowej Sobótce wybudowany został w 1907 r. dla potrzeb nowo powstałej parafii Kościoła mariawitów. Jednocześnie został w nim ulokowany klasztor Zgromadzenia Sióstr Mariawitek Nieustającej Adoracji Ubłagania. Budynek plebanii wzniesiony w stylu neogotyckim, odwołującym się do gotyku ceglanego, tzw. gotyku nadwiślanego. 
Obiekt został pobudowany na planie prostokąta z czerwonej cegły, elewacje nietynkowane, kryty dachem czterospadowym. W dachu elewacji bocznych po dwie facjaty. W elewacji ogrodowej i frontowej – jedna. Facjaty kryte daszkami dwuspadowymi z wyciętymi ząbkami w okapie (dwutraktowy), sień na osi z silnie wysuniętym ryzalitem balkonowo–gankowym od frontu. Dom posiada trzy kondygnacje i strych oraz miejscowe podpiwniczenie. Siostry prowadziły w nim działalność oświatową, charytatywną, społeczną i opiekuńczą do lat 80. XX w.
Od 2015 r. budynek przestał być użytkowany z powodu złego stanu technicznego. Na wiosnę 2020 roku rozpoczęto gruntowny remont zabytkowego obiektu. W wyremontowanym obiekcie znajdzie swoją siedzibę Centrum Wielokulturowości "Dom na Skrzyżowaniu" im. siostry Marii Elizy Patory, ośrodek dialogu, spotkań i integracji społecznej, którego calem będzie dokumentowanie wielokulturowego dziedzictwa regionu pogranicza Mazowsza, Kujaw, Wielkopolski i ziemi łęczyckiej.  
Zabudowania gospodarcze
Na terenie siedliska w otoczeniu plebanii, spełniającej na przestrzeni dziejów funkcję domu parafialnego, klasztoru, ochronki, powstały zabudowania gospodarcze, warsztaty, tkalnia, sklep, mleczarnia, piekarnia. Tereny zielone to sad i ogród klasztorny. Ogrodzenie wokół siedliska w przeważającej części było murowane. Do czasów współczesnych z dawnego założenia zachowały się pojedyncze obiekty lub ich fragmenty. Pomimo to historyczne założenie jest czytelne do dzisiaj.

## Historia

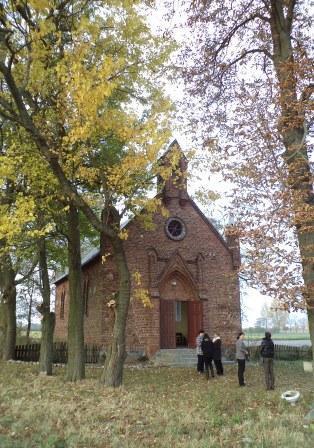
Kościół Przenajświętszego Sakramentu w Kadzidłowej

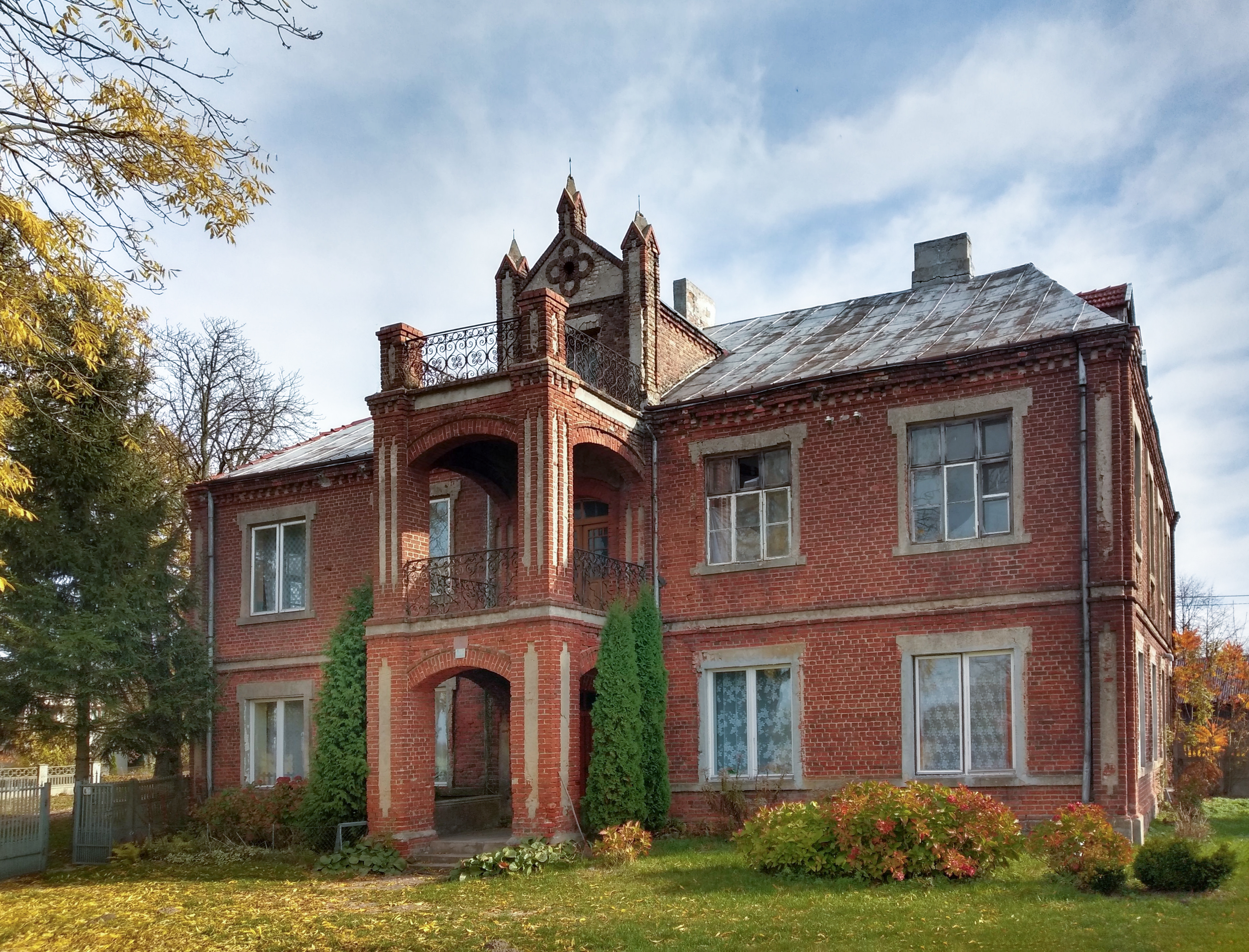
Dom parafialny w Nowej Sobótce

Sobótka to pierwsza parafia, która opowiedziała się za ruchem mariawickim w 1906 roku. Jej organizowanie rozpoczęło się w roku 1905, kiedy proboszczem w Starej Sobótce był o. Jan Maria Michał Kowalski, późniejszy arcybiskup i przełożony Zgromadzenia Kapłanów Mariawitów. Swoją postawą, pracą i stosunkiem do wiernych zyskał ogromne uznanie wśród lokalnej społeczności. Na jego nabożeństwa i płomienne kazania przyjeżdżali wierni z miejscowości znacznie oddalonych od Sobótki. Ksiądz Kowalski nie przybył do Sobótki z własnej woli, został tu zesłany za karę, aby uniemożliwić mu kontakty z księżmi należącymi do Zgromadzenia Kapłanów Mariawitów, które na mocy dekretu papieskiego z 31 sierpnia 1904 zostało rozwiązane.  
W styczniu 1906 roku na zjeździe kapłanów mariawitów w Starej Sobótce podjęto decyzję o wypowiedzeniu posłuszeństwa biskupom Kościoła rzymskokatolickiego. Ks. Kowalski wraz z gronem wiernych był zmuszony opuścić istniejący do dziś kościół św. Mateusza w Sobótce Starej. Wówczas za mariawityzmem opowiedziało się około 7 tysięcy ludzi, nie tylko z Sobótki a także parafii znajdujących się w promieniu ok. 40 km. 
Pierwsze nabożeństwa sprawowane były w zabudowaniach gospodarczych rodziny Kraszewskich z Nowej Sobótki, którzy przekazali znaczną część ziemi pod budowę kościoła. Jeszcze w 1906 zakupiono działkę za 20 tysięcy rubli, które pochodziły z ofiar ludu mariawickiego. W ciągu niespełna roku zbudowano duży, neogotycki kościół, któremu nadano wezwanie św. Mateusza Apostoła i Ewangelisty oraz św. Rocha Wyznawcy. Chciano w ten sposób ukazać, iż mariawici nie zrywają z dotychczasową tradycją, lecz czują się kontynuatorami parafii w Starej Sobótce. Ponadto otworzono ochronkę w Kępinie oraz szkołę dla analfabetów. 
W lutym 1906 o. Jan Maria Michał Kowalski, jako Minister Generalny Zgromadzenia Kapłanów Mariawitów, odszedł z parafii do Płocka, aby zająć się organizowaniem nowej społeczności wyznaniowej - mariawitów. Nowy duchowny, kapłan Czesław Maria Polikarp Kahl, rozpoczął budowę domu parafialnego, z przeznaczeniem na siedzibę ochronki, szkoły dla dzieci i domu starców. Ks. Kahl nie pozostał jednak długo w Sobótce i został wkrótce skierowany do parafii mariawickiej w Piątku. Na jego miejsce przyszedł dawny profesor seminarium duchownego w Płocku, ks. Leon Maria Andrzej Gołębiowski, który kontynuował prace budowlane. Jednak również i on długo nie pozostał w Sobótce. W drugiej połowie grudnia 1906 roku o. Gołębiowski wyjechał do pracy w redakcji pisma „Maryawita” w Łodzi, gdzie został ustanowiony kustoszem okręgu łódzkiego, a następnie w Łowiczu, w roku 1910, został konsekrowany na biskupa mariawckiego. 
Na jego miejsce przybył ks. Tomasz Maria Gabriel Krakiewicz, profesor seminarium duchownego w Lublinie. Z jego inicjatywy pobudowano murowany kościół w Kajewie koło Krośniewic i ochronkę dla dzieci prowadzoną przez siostry Zgromadzenia Sióstr Mariawitek. 
Parafia liczyła wówczas około pięciu tysięcy wiernych zamieszkujących teren pomiędzy południowymi Kujawami, Kłodawą, Kutnem, Łęczycą a Dąbiem nad Nerem. Prawnie ośrodek mariawicki w Sobótce, stanowił główną siedzibę dla proboszcza i wikariuszy następujących parafii: 
- Sobótkowska Parafia Mariawitów pw. Przenajświętszego Sakramentu z siedzibą w Nowej Sobótce,
- Grabowska Parafia Mariawitów pw. Przenajświętszego Sakramentu z siedzibą w Kadzidłowej,
- Mazewska Parafia Mariawitów pw. Przenajświętszego Sakramentu z siedzibą w Zieleniewie, z kaplicą domową w Rzędkowie,
- Krośniewicka Parafia Mariawitów pw. Przenajświętszego Sakramentu z siedzibą w Kajewie, z kaplicą w Ostrowach.

W roku 1909 założono parafialną orkiestrę dętą. Działalnością diakonijno-edukacyjną zajęły się siostry mariawitki, które pod nieobecność duchownych przejmowały również obowiązki duszpasterskie. W 1912 w pobliskiej Kadzidłowej mariawici zakupili 6 hektarów ziemi wraz z dworem, sadem i stawami. We dworze urządzono kaplicę i ochronkę dla dzieci. Do tejże parafii w początkowym okresie jej funkcjonowania należała prawie cała wieś. 
Rok 1923 przyniósł ogromnie szkody dla parafii. Ówczesny proboszcz ks. Krakiewicz odszedł do Kościoła rzymskokatolickiego i wraz z nim ponad połowa wiernych. Powodem odejścia było m.in. zniesienie celibatu dla duchownych w Starokatolickim Kościele Mariawitów. W latach 1923–1928 obowiązki proboszcza pełnił kapłan Franciszek Maria Alojzy Gromulski. Dokończył budowę domu parafialnego i kościoła w Kadzidłowej. Kolejnym proboszczem parafii został o. Janusz Maria Szymon Bucholc, późniejszy biskup. 
W 1929 roku w arcybiskup Jan Maria Michał Kowalski wprowadził w Kościele Mariawitów kapłaństwo kobiet. Ówczesna przełożona domu zakonnego w Nowej Sobótce, s. Maria Eliza Patora przyjęła święcenia kapłańskie, a w roku 1932 została wybrana przez Ogólne Zebranie Parafian na proboszcza. Była osobą świadczącą pomoc najuboższym i potrzebującym. Sytuacja polityczna i rozłam w Kościele Mariawitów zmusiły ją w 1936 roku do ustąpienia ze stanowiska proboszcza, pozostała jednak aż do śmierci w 1964 roku przełożoną miejscowego klasztoru sióstr i spoczywa na cmentarzu mariawickim w Sobótce. W pamięci miejscowej ludności została zapamiętana jako wielka społeczniczka, świadcząca pomoc wszystkim bez względu na wyznanie czy narodowość. W okresie największej świetności w parafialnym domu mieszkało 40 pensjonariuszy, którymi opiekowały się siostry mariawitki, oraz działały dwa oddziały szkoły powszechnej.
W czasie drugiej wojny światowej kościół mariawicki w Sobótce Nowej był jedynym działającym kościołem w okolicy. Hitlerowcy pozamykali okoliczne świątynie mariawickie i rzymskokatolickie i pozostawili tylko kościół w Sobótce, przy którym działał punkt odbioru mleka przez cały okres wojny. W czasie okupacji hitlerowskiej w świątyni odprawiano również nabożeństwa ewangelickie w języku niemieckim. Powodem, dla którego kościół w Nowej Sobótce był otwarty, były dobre relacje sąsiedzkie mariawitów z miejscową społecznością niemiecką wyznania ewangelickiego, która zamieszkiwała te tereny od kilku wieków. 
W okresie powojennym znaczna część parafian wyemigrowała na tzw. Ziemie Odzyskane lub przeprowadziła się do większych miast. Ponadto wielu mariawitów odchodziło od Kościoła wskutek małżeństw mieszanych. Ludność, która napłynęła w okolice Sobótki nie była mariawickiego wyznania. W wyniku powyższych procesów liczba parafian drastycznie spadała. Dziś parafia liczy około 100 osób zamieszkujących obszar czterech powiatów: łęczyckiego, kolskiego, kutnowskiego oraz miasto Ozorków w powiecie zgierskim. 
W roku 1999 wskutek nawałnicy zawaliła się wieża kościoła, która znacznie uszkodziła świątynię i jej wyposażenie. Dzięki zaangażowaniu ówczesnego proboszcza kapłana Marka M. Karola Babi oraz miejscowych parafian udało się odbudować zniszczoną wieżę. 
W 2015 roku, ze względu na zły stan techniczny domu parafialnego, zdecydowano się przenieść mieszkania dla kapłana do pomieszczeń znajdujących się na zapleczu budynku kościoła. W 2020 roku rozpoczęto gruntowny remont domu parafialnego.  

### Proboszczowie parafii

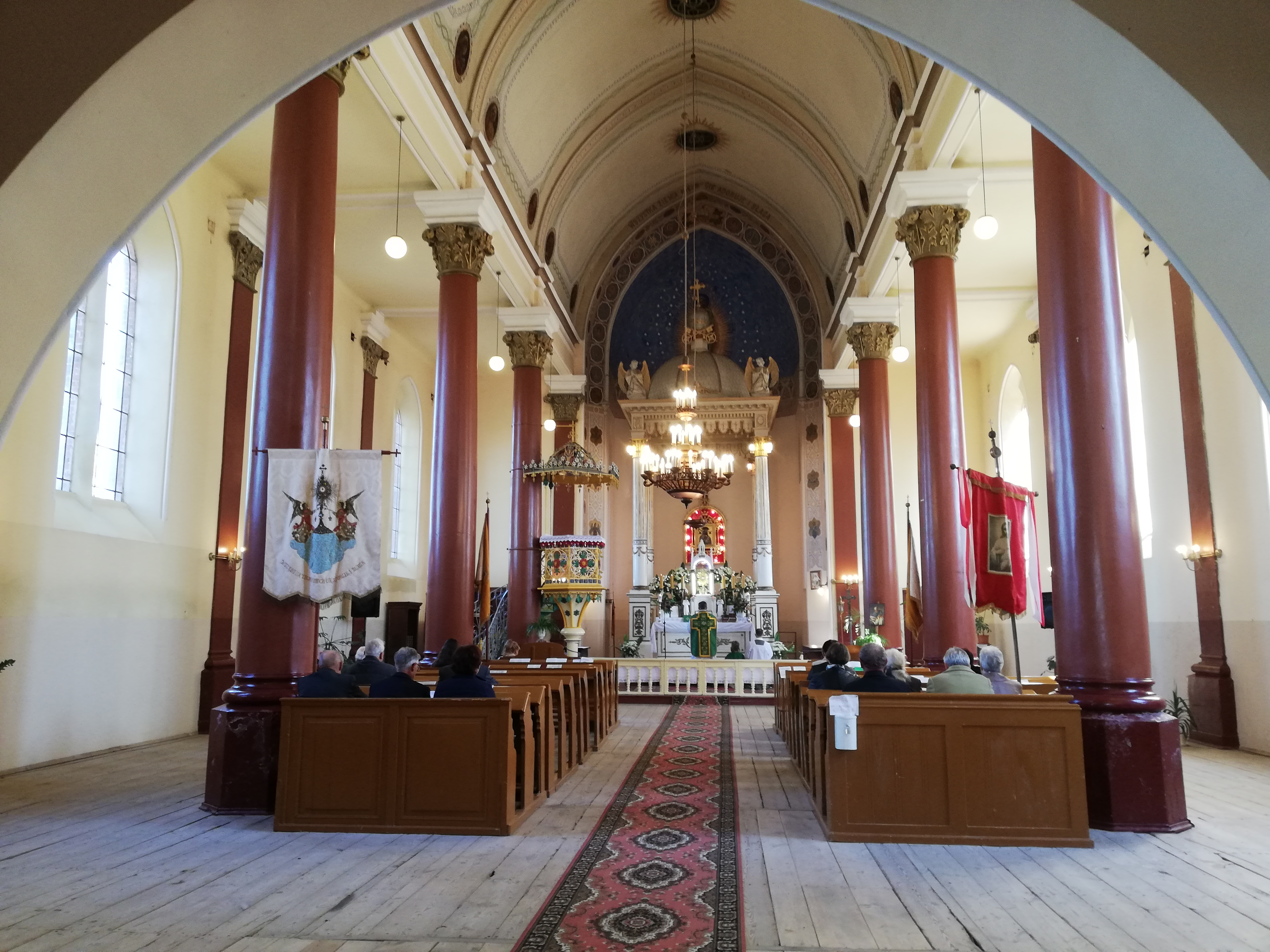
Wnętrze kościoła parafialnego

- abp Jan Maria Michał Kowalski (1904–1905)
- kapł. Czesław Maria Polikarp Kahl (1905-1906)
- bp Leon Maria Andrzej Gołębiowski (1906)
- kapł. Tomasz Maria Gabriel Krakiewicz (1906–1923)
- kapł. Franciszek Maria Alojzy Gromulski (1923–1929)
- bp Janusz Maria Szymon Bucholc (1929–1932)
- kapł. Maria Eliza Patora (1932-1936)
- kapł. Józef Maria Leon Miłkowski (1936–1948)
- kapł. Paweł Maria Wiesław Urbas (1948–1952)
- bp Janusz Maria Szymon Bucholc (1952–1957)
- kapł. Wiktor Maria Lucjan Wierzbicki (1957–1995)
- kapł. Zdzisław Maria Bogumił Grzelak (1996–1998)
- bp Marek Maria Karol Babi (1998–2003)
- kapł. Robert Maria Franciszek Kubik (2003–2008)
- kapł. Ireneusz Maria Stanisław Bankiewicz (2008–2011)
- kapł. Tomasz Dariusz Maria Daniel Mames (2011–2015)
- kapł. Mateusz Maria Felicjan Szymkiewicz (2015-2021)
- kapł. Bartłomiej Maria Wojciech Brzeziński (od 2021 - jako administrator)

## Działalność
Parafia Kościoła Starokatolickiego Mariawitów w Nowej Sobótce, chociaż jest niewielką liczebnie społecznością jest bardzo aktywna na gruncie współpracy ekumenicznej oraz działalności społecznej, kulturalnej i charytatywnej. Każdego roku odbywają się tutaj nabożeństwa ekumeniczne organizowane w ramach Tygodnia Modlitw o Jedność Chrześcijan przy współpracy z Kościołami należącymi do Polskiej Rady Ekumenicznej i Kościołem rzymskokatolickim. Po nabożeństwach odbywają się spotkania integracyjne, koncerty, wystawy, prelekcje z zakresu religioznawstwa, historii, wielokulturowości regionu. Parafia angażuje się w wydarzenia kulturalne i społeczne organizowane przez lokalne samorządy, szkoły i organizacje. Współpracuje z pobliskimi Ochotniczymi Strażami Pożarnymi, samorządami, parafiami oraz miejscowymi stowarzyszeniami. Parafia jest członkiem Lokalnej Organizacji Turystycznej Centralny Łuk Turystyczny oraz Kalskiego Oddziału Polskiej Rady Ekumenicznej. 
Przy parafii, od 1909 roku, funkcjonuje orkiestra dęta. Parafia w Nowej Sobótce jest najmniejszą placówką religijną w Polsce, posiadającą własną orkiestrę dętą. 
Lekcje religii dla dzieci i młodzieży wyznania mariawickiego, w ciągu ostatnich lat prowadzone były w następujących szkołach:
- Szkoła Podstawowa im. Marii Konopnickiej w Starej Sobótce
- Szkoła Podstawowa im. Marii Koszutskiej w Kadzidłowej
- Gimnazjum w Grabowie
- Gimnazjum w Daszynie
- Szkoła Podstawowa w Mazewie
- Liceum im. J. Grodzkiej w Łęczycy
- Szkoła Podstawowa nr 2 w Ozorkowie
- Szkoła Podstawowa nr 4 w Ozorkowie
- Szkoła Podstawowa nr 5 w Ozorkowie
- Zespół Szkół Centrum Kształcenia Rolniczego w Powierciu

Dzieci i młodzież czynnie uczestniczą w życiu religijnym parafii. Angażują się w śpiew, grę na instrumentach, liturgiczną służbę ołtarza, prowadzenie młodzieżowych adoracji Przenajświętszego Sakramentu i innych nabożeństw. Przy parafii aktywnie działają grupy kobiet i mężczyzn przygotowujący kościół i teren wokół niego na różne uroczystości. 

## Nabożeństwa
Nabożeństwa stale odprawiane są w kościele parafialnym pw. św. Mateusza Apostoła i Ewangelisty i św. Rocha Wyznawcy: 
- Msza Święta w niedziele i święta o godz. 11:00
- Nabożeństwa w dni powszednie według ogłoszenia
- Adoracja tygodniowa w każdy czwartek o godz. 16.00 w sezonie zimowym lub o 18.00 w sezonie letnim
- Adoracja miesięczna – 22. dnia każdego miesiąca o godz. 16.00 w sezonie zimowym lub o 18.00 w sezonie letnim

Uroczystość parafialna: św. Rocha - 16 sierpnia, św. Mateusza - niedziela po 21 września:
- 12.00 Suma z procesją
- 16.00 Nieszpory o Przenajświętszym Sakramencie.

Gościnnie nabożeństwa sprawowane są w kościele ewangelicko-augsburskim w Kutnie:
- Msza Święta w niedziele o godz. 16.00
- Adoracja miesięczna Przenajświętszego Sakramentu w ostatnią niedzielę miesiąca po Mszy Świętej.